# Barbara Kunzmann-Müller
Barbara Kunzmann-Müller (* in Bautzen) ist eine emeritierte deutsche Sprachwissenschaftlerin im Bereich Slawistik.

## Leben
Barbara Kunzmann-Müller wurde in Bautzen geboren. Sie studierte im Bereich der Slawistik in den Fachgebieten Russistik, Südslawistik und Polonistik, ebenfalls im Fachgebiet der Klassischen Philologie an der Humboldt-Universität in Berlin. Ab dem Jahre 1968 wurde sie wissenschaftliche Oberassistentin am sprachwissenschaftlichen Institut für den Bereich Slawistik an der Akademie der Wissenschaften der DDR.
Ihre Promotion erlangte Barbara Kunzmann-Müller an der Humboldt-Universität im Themenbereich diachrone Kontaktlinguistik. Es folgten ab dem Jahre 1975 Lehrtätigkeiten an der Humboldt-Universität, wie auch ab dem Jahre 1984 als Forschungsgruppenleiterin im Bereich der Slawistik.
Von 1992 bis in das Jahr 1994 war Kunzmann-Müller wissenschaftliche Mitarbeiterin im Bereich Allgemeine Linguistik.
Im Jahre 1993 erlangte sie ihre Habilitation an der Freien Universität Berlin und war ebenda Privatdozentin.
Ihre Professur im Bereich Südslawische Sprachen erlangte sie an der Humboldt-Universität. Kunzmann-Müller wurde ab dem Jahre 2000 Direktorin im Institut für Slawistik an der Humboldt-Universität, dieses bis in das Jahr 2002.

## Internationale Tätigkeiten
Seit dem Jahre 1970 nahm Barbara Kunzmann-Müller an internationalen Kongressen und Symposien teil, in denen der Fachbereich der südslawischen und südslawistischen Linguistik und Typologie erörtert wurde. Wissenschaftlich hatte sie oft Gastaufenthalte in der ehemaligen Sozialistischen Föderativen Republik Jugoslawien und in der ehemaligen Volksrepublik Bulgarien, dort an den Universitäten von Ljubljana, Zagreb, Belgrad, Novi Sad, Sarajevo, Podgorica (ehemals: Titograd) und Sofia. Ebenfalls absolvierte sie Gastaufenthalte an der Wirtschaftsuniversität Wien im Bereich der Slawistik.
Barbara Kunzmann-Müller arbeitete zudem an Gemeinschaftsprojekten mit dem Institut für Kroatistik an der Universität Zagreb und mit der Philosophischen Fakultät der Universität Sofia zusammen. In Deutschland war sie kooperativ in der Deutschen Forschungsgemeinschaft im Bereich „Kontrast und Korrektur im Interaktionsbereich von Lexikon, Syntax Informationsstruktur und Prosodie“ tätig.